# Досифей Киевский
Досифея Киевская (также Досифей Киевский; предположительно, в миру — Дарья Тяпкина; 1721 — 25 сентября 1776) — православная святая, почитаемая в лике преподобных. Подвизалась в XVIII веке в Киево-Печерской лавре под именем рясофорного монаха Досифея. Память совершается (по юлианскому календарю): 23 июня (Собор рязанских святых), 27 июля и 8 октября.

## Рождение и юность
Родилась Дарья в семье рязанских дворян Тяпкиных в 1721 году. Когда малютке Дарье было два года, родители её посетили святые места Троице-Сергиевой лавры и по пути остановились в Вознесенском монастыре у старицы Порфирии, бабушки Дарьи, незадолго до того решившей посвятить остаток своей жизни Богу. По настоянию Порфирии Дарья осталась у неё и находилась в стенах монастыря до девяти лет. Порфирия усердно воспитывала внучку, прививая ей христианские добродетели: смирение, нестяжательность, послушание, любовь к ближнему. В результате, когда родители забрали дочь в семью, Досифея не смогла ужиться с нравами дворянской жизни.
В акафисте преподобной говорится: «Радуйся, сладость послушания ранее соблазнов мира сего познавшая» (Икос 1). Переселению в родительский дом Дарья была совсем не рада. До шестнадцати лет она сохраняла в семье подвижнический дух: спала на доске, была чужда развлечений своих родных и никогда не ходила на балы и прочие светские собрания, не употребляла предлагаемую ей пищу, а питалась гораздо скромнее. В конце концов, под угрозой выдачи замуж ей пришлось убежать из дому, и в шестнадцать лет она оставила родительский дом и ушла в Москву в поисках монастырского пристанища.

## Скитания
Придя в Москву и посетив знакомые с детства места, Дарья поняла, что спрятаться от поисков родителей ей будет непросто. Тогда она купила на базаре мужскую одежду и пришла в Троице-Сергиеву лавру, представившись беглым крестьянином Досифеем. Законы тех времён могли разрешить настоятелю принять такого юношу в братию только с разрешения Священного синода или императора. Тем не менее Досифея оставили на послушании. Три года длилось такое пребывание подвижника в монастыре, однако родители Дарьи, обыскавшиеся её к тому времени, заехав как-то в святую лавру, издалека приметили Досифея и организовали с ним встречу. Опознав ждущих встречи родных, Досифей не стал дожидаться разоблачения и тотчас направился в Киев.
В Киево-Печерской лавре Досифея не приняли. Тогда подвижник ушёл в пригород под названием Китаево и, выкопав в горе пещеру, по примеру преподобного отца Антония, начал дело спасения. Питался Досифей хлебом, водой и подножным кормом и никогда не держал в пещерной келии огня.
В то же время слава об удивительном подвижнике стала распространяться в округе.

## Монашество
Монашеский постриг Досифей обрёл внезапно. В 1744 году императрица Елизавета посетила Киев и, узнав о подвижнике, пожелала посетить его лично. Она пришла в его келию, общалась с ним, а узнав, что Досифей ещё не пострижен, позволила принятие в монашество своим распоряжением и лично присутствовала при таинстве. Досифей стал рясофорным монахом Киево-Печерской лавры.
В дальнейшем Досифей, не оставляя затворничества, взял на себя подвиг старчества, существуют предания, что и Христа ради юродства. Окормляя прибегавших к нему советам, он воспитал в духе наивысшей добродетели своего келейника Феофана, ставшего впоследствии соловецким подвижником. Досифей благословил в 1776 году 22-летнего Прохора Мошнина (Серафима Саровского) на подвиг спасения в Саровской обители. Подвизалась старица на Китаевой горе и в лавре на Дальних пещерах.
Перед смертью старица вышла из затвора и слёзно попросила у всех прощения. Прожив от рождения 55 лет, старец Досифей преставился, предстоя в молитве, 25 сентября 1776 года, в день памяти Сергия Радонежского.

## Открытие тайны и прославление
Иже Духом Святым издетска Христу обручена была еси, 

И, сокрывши себе отмира в подобии мужестем, 

Пещерное затворение сладостно восприяла еси. 

Молися о нас, Досифея славная, Жениху твоему, 

Да избавит нас от мрака греховного и спасет души наша.
Досифея предала свой дух Богу в молитве, при этом в левой руке у неё находилась записка: «Тело моё приготовлено к напутствованию вечной жизни; молю вас, братия, не касаясь предать его обычному погребению», что и было исполнено в точности.
Тайна была раскрыта, когда родная сестра Дарьи взглянула на портрет старца Досифея на надгробии и узнала свою пропавшую сестру. Тогда все поняли, что старец Досифей не кто иной, как девица. Стали понятны многие необъяснимые факты из биографии святой. Тем не менее, три попытки обрести мощи Досифеи оказались неудачными.
Прославление преподобной произошло в 1993 году вместе с преподобными Феофилом, Алексием и Парфением, а также Христа ради юродивым Паисием. Мощи преподобной Досифеи пребывают под спудом с северной стороны приходской Свято-Троицкой церкви на территории Китаевской пустыни. В пещерном храме Собора Пресвятой Богородицы, построенном на месте подвигов Досифеи и других подвижников, оборудована т. н. «келья Досифеи», где каждый может почтить память преподобной.
Постановлением Священного синода Украинской православной церкви (Московского патриархата) от 27 июля 1993 года канонизирован: Преподобный Досифей, Киевский, рясофорный монах (†1777) — Память 25 сентября ст. ст. / 8 октября н. ст.. Определением Архиерейского собора Русской православной церкви от 3 февраля 2016 года установлено общецерковное почитание преподобной Досифеи, затворницы Киевской